# مارتا بلنگر
مارتا بلنگر (باسکی: Marta Belenguer؛ زادهٔ ۲۹ ژوئیهٔ ۱۹۶۹) بازیگر اهل اسپانیا است.
از فیلم‌ها یا مجموعه‌های تلویزیونی که وی در آن‌ها نقش داشته‌است، می‌توان به دردسر قریب‌الوقوع، بیمارستان مرکزی، احساس مالکیت و عشق ورزیدن اشاره نمود.